# Нямозеро (селище)
Нямозеро (рос. Нямозеро) — селище у Кандалакському районі Мурманської області Російської Федерації.
Населення становить 8 осіб. Належить до муніципального утворення Зареченське сільське поселення.

## Населення
| 2002 | 2010 |
| ---- | ---- |
| 12   | ↘8   |